# Red Ocean
Red Ocean (в русскоязычной локализации Кровавая бездна) — компьютерная игра в жанре шутера от первого лица, разработанная немецкой компанией Collision Studios и выпущенная компанией Digital Entertainment Pool в 2007 году.

## Сюжет
Джек Хард нанимается работать водолазом в паре, для того чтобы исследовать затонувшую подводную лодку времён Второй мировой войны. Скоро он обнаруживает, что неподалёку есть вход в подземный комплекс. Переговариваясь по радио, он выясняет, что его напарник на самом деле агент ЦРУ. Вскоре после этого Джек обнаруживает его мёртвым, а самому ему приходится сражаться, чтобы спасти свою жизнь. Игра начинается с заброшенной советской секретной подводной базы, которую захватили террористы.

## Награды
В 2007 году игра получила германскую премию разработчиков компьютерных игр Deutscher Entwicklerpreis в категории «Лучшая германская игра в жанре „Экшен“».

## Критика
Игра получила негативные отзывы от профильной прессы. Критиковалась невзрачная графика, низкий ИИ противников и их однотипность (по мнению Линара Феткулова из «Игромании», противников можно отличить внешне лишь по оружию, которое они носят в руках), а также общая вторичность геймплея.